# Файнштейн, Абрам Самойлович
Абра́м Само́йлович Файнште́йн (1891, Кишинёв, Бессарабская губерния — 1981, Москва, СССР) — советский учёный-химик и государственный деятель, торгпред РСФСР в Италии(1921—1922), руководитель лаборатории неметаллов ОКБ А. Н. Туполева. Специалист в области применения неметаллических конструкций в авиации. Лауреат Сталинской премии (1949).

## Биография
Социал-демократ. В 1914 году окончил физико-математический факультет Университета Нанси (Франция).
Служил рядовым на русско-германском фронте в Первую мировую войну, награждён солдатским Георгиевским крестом. После Октябрьской революции вступил в РКП(б). С 1920 года работал в Народном комиссариате внешней торговли РСФСР.
В 1920 году был назначен уполномоченным НКВТ РСФСР в Швеции, откуда со специальной миссией был командирован в Берлин, с целью открыть банк для внешней торговли.
В 1922 году был назначен уполномоченным внешней торговли РСФСР в Италии. До марта 1923 года занимал пост торгпреда РСФСР в Италии. На 1925 год продолжал службу в НКВТ СССР, занимая пост заместителя начальника Управления Регулирования. На 1936 год занимал должность заместителя торгпреда СССР в Германии.
После завершения службы в НКВТ СССР был переведён заместителем начальника в управление Главпластмасс Наркомтяжпрома, одновременно работал начальником Карболит-строя (1935—1937). Во времена репрессий был арестован, 31 мая 1940 осуждён по ст. 58-1а-58-7-11 к 10 годам лагерей. В дальнейшем был переведён в тюрьму-институт ЦКБ-29. Как специалист смежных дисциплин трудился в числе группы талантливых инженеров.
...Абрам Самойлович Файнштейн был нашим торгпредом в Италии и сидел не как член «русско-фашистской партии», а как «фашистский шпион». В шарагу он попал, поскольку был, кроме того, ещё замечательным химиком, специалистом по бакелиту и плексигласу. В свободное время он выпиливал отличные расчёски, так его и звали: Главный конструктор расчёсок...
 Выполнил ряд работ по заменителям металлов пластмассами, организовал и обеспечил производство этих деталей для самолётов ТУ-2. Занимался вопросами формования органического стекла, разработкой герметика и технологии герметизации кабин, работал над созданием конструкции топливных протектированных баков.
18 августа 1943 года был освобождён и назначен заведующим лабораторией неметаллов в конструкторское бюро А. Н. Туполева Обеспечил внедрение на пассажирских и военных самолётах марки «Ту» противообледенительных электротермических устройств, электрообогревательного остекления пилотских кабин, мощных радиосистем и других установок. Под его руководством были отработаны материалы и технологии для изготовления блистеров для тяжёлых скоростных самолётов с герметическими кабинами, радиопрозрачные материалы для антенн БРЭО, облегчённые резиновые топливные баки, материалы и методы для герметизации скоростных и сверхзвуковых самолётов, новые теплостойкие материалы и герметики для СПС Ту-144. Особой главой в его деятельности стала разработка во второй половине 1950-х годов материалов и методов защиты экипажа и оборудования от радиоактивного излучения экспериментальной летающей лаборатории с ядерной силовой установкой Ту-95ЛАЛ, проходившей лётные испытания в начале 1960-х годов с работающим авиационным ядерным реактором.

## Награды и премии
- Сталинская премия третьей степени (1949) — за разработку и внедрение в промышленность универсального клея пластмасс